# 蔡明彥
蔡明彥（1967年6月7日—），臺灣軍事戰略學者、中華民國外交官暨政府官員，現任國家安全局局長。畢業於伦敦国王学院戰爭研究所博士，先後於民主進步黨、中國國民黨主政時期擔任國防部《國防報告書》諮詢委員，並歷任國立中興大學國際政治研究所所長／全球和平與戰略研究中心主任、民主進步黨中國事務委員會諮詢委員、海峽交流基金會顧問、行政院大陸委員會諮詢委員、國家安全會議副秘書長、駐歐盟兼駐比利時代表處大使銜代表、外交部政務次長等職務。

## 專長
蔡明彥專長國際戰略、中國大陸軍事、對美政策、亞太安全、外交與安全決策、衝突後國家重建理論等研究，並長期參與台日、台美的二軌安全對話。

## 職業生涯
2020年5月，中華民國國家安全會議副秘書長蔡明彥對於中華人民共和國將制定《香港國家安全法》，在答覆立法委員質詢時表示，假如通過港版國安法，代表對於香港一国两制的承諾已經破滅，朝一国一制方向走；對於中華人民共和國外交部長王毅在全國人大會議的記者會談話，可否視為針對總統蔡英文在就職演說的回應，蔡明彥答覆「對」，王毅記者會的談話，對象很清楚，「我們並沒有感到太大的意外」。
2023年1月，中華民國國家安全局長陳明通向總統蔡英文請辭，由外交部政務次長蔡明彥接任新任局長。總統府發言人張惇涵表示，將倚重蔡明彥對區域安全、外交事務、國際戰略與安全決策的專業，襄助國安團隊對於兩岸與區域局勢的判讀與決策，並持續推動情報體系專業化與情治機關的治理與革新。